# Non-refoulement

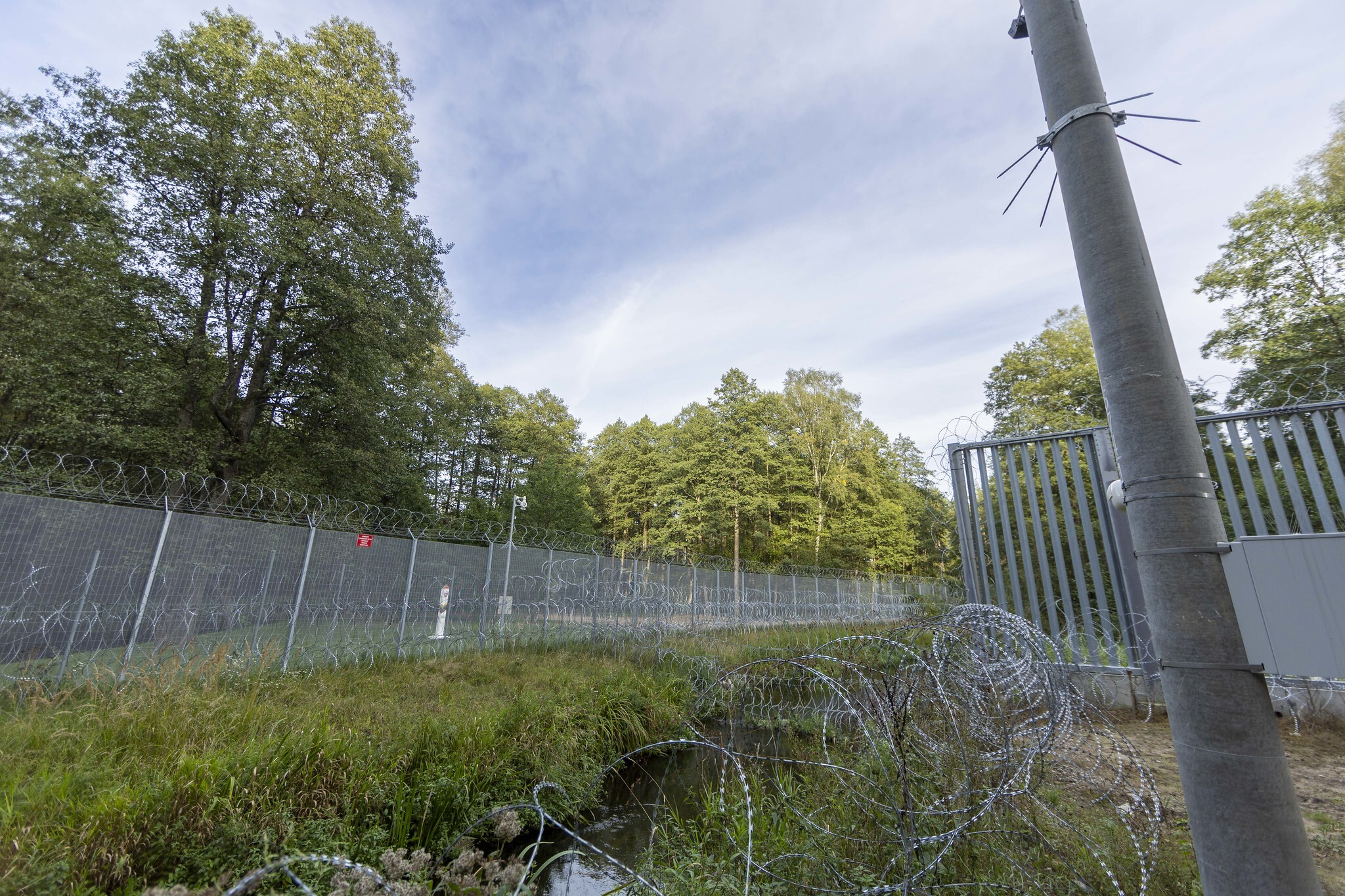
La barrière entre la Lituanie et le Bélarus a été construite en 2022 pour stopper les migrants.

Le non-refoulement est un principe fondamental du droit international qui interdit au pays de destination d'expulser ou de refouler une personne vers tout pays où sa vie ou sa liberté seraient menacées, sauf dans le cas où cette personne représenterait un danger pour le pays de destination. Ce principe est inscrit dans la Convention relative au statut des réfugiés en 1951, en réaction à l'incapacité des Alliés à résoudre dignement la crise des réfugiés juifs survivants de la Shoah. Contrairement à l'asile, qui est réservé aux personnes exilées qui peuvent prouver qu'elles sont menacées de persécution politique, le non-refoulement interdit l'expulsion de toute personne indépendamment de sa situation individuelle.
L'interprétation exacte de l'expression « non-refoulement » fait débat parmi les juristes, et la question de savoir si le principe de non-refoulement recouvre aussi l'interdiction de la non-admission sur le territoire (le refus de l'entrée) divisait déjà les auteurs du texte de la Convention. Ces débats se reflètent dans la façon dont les États légifèrent sur la façon de traiter les personnes susceptibles de demander l'asile. Les stratégies d'externalisation de l'asile, développées par de nombreux États au XXIe siècle, cherchent ainsi à garder à distance les migrants pour les invisibiliser et ainsi tenter d'échapper aux obligations juridiquement contraignantes en matière de droits de l'homme.

## Origine

### Prémices
La norme du non-refoulement en droit international est inscrite en 1951 dans la convention de Genève sur les réfugiés. Elle vient d'un processus qui est principalement né de l'échec des Alliés à protéger les Juifs qui cherchaient à échapper à l'Holocauste, mais on en trouve des prémices notamment dans la Constitution française du 24 juin 1793 (qui accordait l'asile « aux étrangers bannis de leur patrie pour la cause de la liberté »), et dans la Convention de 1933 relative au statut international des réfugiés. Cette dernière interdisait explicitement la non-admission sur le territoire : une personne exilée avait donc le droit d'entrer sur un territoire pour y demander asile.

### Seconde Guerre mondiale
Dans les années 1930 et 1940, avec l'accord de leurs populations, des gouvernements ont activement mis en place des stratégies empêchant l'exil des juifs européens vers les Amériques et la Palestine mandataire, qui préfiguraient les techniques moderne d'externalisation de l'asile. Pour empêcher l'immigration juive, les Britanniques ont eu recours à des restrictions de visas, des accords avec les pays tampons, des interceptions navales — comme celles ayant entrainé les tragédies du Struma ou du Salvador (de) —, mais aussi des campagnes publicitaires, la répression des passeurs, la promesse de ne jamais permettre aux personnes arrivées irrégulièrement par la mer de s'installer et la création de centres de détention offshore à Maurice et Chypre, qui sont restés actifs jusqu'à la création de l'État d'Israël en 1948,.
En 1940, après que la guerre a éclaté, le gouvernement britannique considère encore que « l'immigration illégale en Palestine n'est pas principalement un mouvement de réfugiés »,. En ce qui concerne les États-Unis, environ 127 000 réfugiés juifs sont admis entre 1933 et 1940, alors que le quota allemand aurait permis d'en accueillir le double ; la famille d'Anne Frank est parmi celles à qui un refus de visa américain a été fatal,. En janvier 1939, deux tiers des Américains étaient opposés à un projet de loi qui aurait admis 20 000 enfants exilés juifs allemands âgés de moins de quatre ans. En 1942, la Suisse refuse l'entrée à près de 20 000 Juifs français qui y cherchaient asile après la prise de contrôle de la France par les nazis,.
Après la Seconde Guerre mondiale, dans le cadre de l'opération Keelhaul, des millions d'exilés et de prisonniers de l'ancienne Russie et de l'Union soviétique contemporaine sont renvoyés de force alors qu'ils risquaient d'être persécutés par le gouvernement soviétique,.

### Déclaration universelle des droits de l'homme de 1948
L'incapacité des démocraties à protéger les Juifs d'Europe de l'extermination a fait émerger des appels en faveur de nouvelles lois pour gérer les flux de réfugiés après la Seconde Guerre mondiale. La Déclaration universelle des droits de l'homme de 1948 inclut ainsi « le droit de chercher asile et de bénéficier de l'asile en d'autres pays en cas de persécution », mais plusieurs pays (dont l'Australie et les États-Unis) ne soutiennent alors la résolution que dans la mesure où elle ne crée aucune obligation légale pour un gouvernement d'admettre des demandeurs d'asile. De nombreux pays  adoptent peu à peu le principe de non-refoulement qui interdit le renvoi des exilés vers des pays où ils risquent d'être persécutés. En Amérique du Nord, en période de guerre froide, cette démarche humanitaire se doublait d'un objectif politique : il s'agissait d'humilier les pays communistes dont les citoyens avaient fui à l'Ouest.

### Convention de Genève de 1951

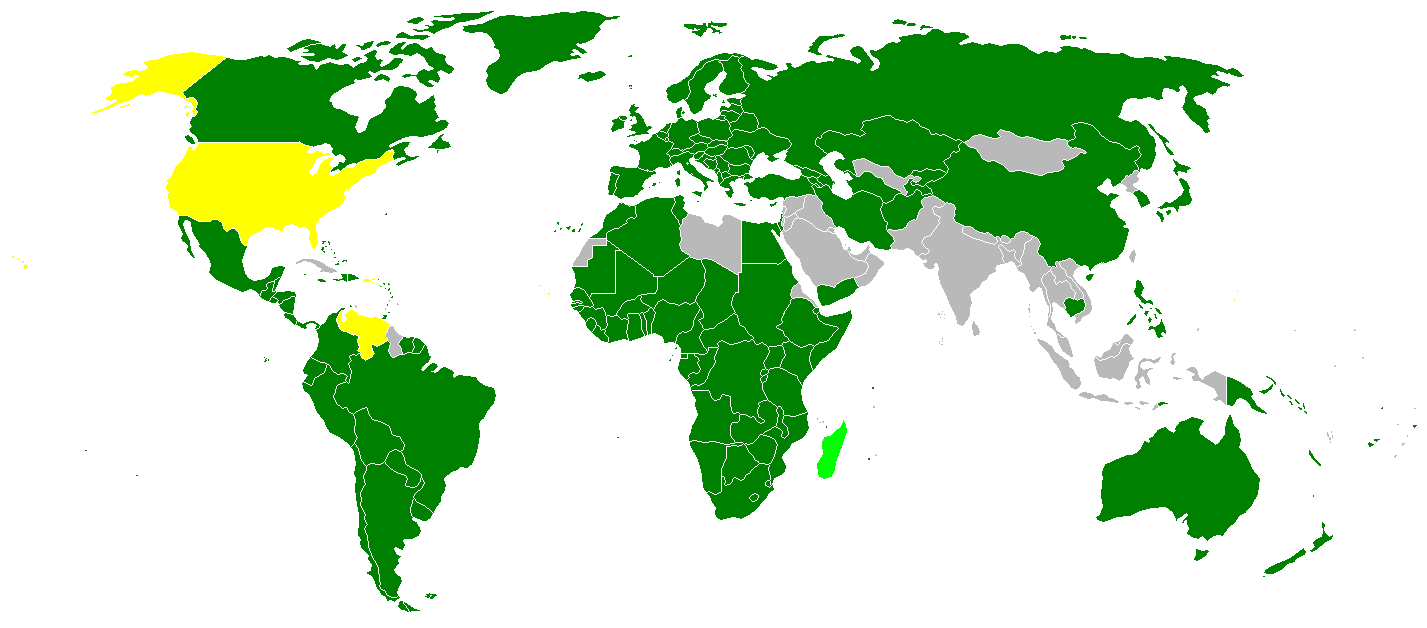
parties uniquement à la Convention de 1951
parties uniquement au Protocole de 1967
parties au Protocole et à la Convention
non-membres

Le principe de non-refoulement est inscrit en 1951 dans l'article 33 de la Convention de Genève.

« Aucun des États contractants n’expulsera ou ne refoulera, de quelque manière que ce soit, un réfugié sur les frontières des territoires où sa vie ou sa liberté serait menacée en raison de sa race, de sa religion, de sa nationalité, de son appartenance à un certain groupe social ou de ses opinions politiques. »

Cette Convention définit les réfugiés comme des personnes déplacées par « des événements survenus en Europe avant le 1er janvier 1951 » (c'est-à-dire la Seconde Guerre mondiale), mais le Protocole de 1967 étend son champ d'application.
Le texte ne distingue pas les étrangers en fonction de la licéité de leur présence sur le territoire hôte, et l'article 31 de la même Convention interdit aux pays signataires de pénaliser les étrangers qui sont entrés ou séjournent irrégulièrement sur leur territoire, s'ils viennent d'un pays où ils sont menacés. D'après l'analyse des débats préparatoires, l'expression « de  quelque manière que ce soit » a été insérée pour garantir que l'article 33 couvre tout cas de refoulement imaginable, même s'il n'a pas fait l'objet d'une procédure formelle.
Une version initiale du texte, inspirée de l'article 3 de la Convention de 1933 relative au statut international des réfugiés, et ratifiée par huit pays dont la France, les États-Unis et le Royaume-Uni, interdisait plus clairement (au moins dans sa version anglophone) « la non-admission à la frontière (refoulement) »,,.
Le principe de non-refoulement entre en conflit avec la souveraineté de l'État, puisqu'il porte atteinte au droit d'un État d'exercer un contrôle sur ses propres frontières et sur les personnes qui y résident. Dans les procédures judiciaires qui ont suivi immédiatement la Seconde Guerre mondiale, le non-refoulement était considéré comme pouvant être restreint dans certaines circonstances, telles que celles énoncées à l'article 33, section 2, de la Convention de 1951:

« Le bénéfice de la présente disposition ne pourra toutefois être invoqué par un réfugié qu’il y aura des raisons sérieuses de considérer comme un danger pour la sécurité du pays où il se trouve ou qui, ayant été l’objet d’une condamnation définitive pour un crime ou délit particulièrement grave, constitue une menace pour la communauté dudit pays. »

### Années 1960
Dans les années 1960, la Commission européenne des droits de l'homme reconnait que le non-refoulement est un élément subsidiaire de l'interdiction de la torture. L'interdiction de la torture étant un jus cogens, ce lien rend l'interdiction du refoulement absolue et remet en question la légalité du refoulement aux fins de la sécurité de l'État. À travers plusieurs jugements (Soering v United Kingdom (en) et Chahal v United Kingdom (en)) et des interprétations de divers traités internationaux dans les années 1980, la CEDH a déplacé la préférence donnée à la préservation de la souveraineté de l'État vers la protection des personnes susceptibles d'être refoulées. Cette interprétation ne permettait aucune réduction des protections de non-refoulement, même si l'État craignait qu'un exilé soit un terroriste ou pose d'autres menaces immédiates à l'État.

### XXIesiècle
Le non-refoulement est généralement considéré comme une règle de droit international coutumier, qui s'applique même aux États qui ne sont pas parties à la Convention de 1951 relative au statut des réfugiés ou à son protocole de 1967. On peut se demander si le non-refoulement est une norme impérative (jus cogens) du droit international, ce qui impliquerait qu'il doit être appliqué quelles que soient les circonstances (dérogation),. Le débat sur la nature de jus cogens du non-refoulement a été ravivé à la suite des attentats du 11 septembre 2001 aux États-Unis ainsi que d'autres attaques terroristes en Europe. Les États ont alors renouvelé leurs appels à autoriser le refoulement dans l'intérêt de la sécurité nationale, le rapatriement étant la méthode la plus efficace pour écarter les exilés considérés comme dangereux. Bien que les traités récents comprennent généralement des obligations spécifiques qui empêchent le refoulement dans pratiquement toutes les circonstances, l'intérêt de la sécurité nationale a conduit des États et l'Union européenne à chercher des moyens de contourner les protections du non-refoulement en équilibrant des impératifs de sécurité et de respect des droits de l'homme.

## Difficultés d'interprétation
La mise en oeuvre du principe de non-refoulement par les pays signataires de la Convention de 1951 relative au statut des réfugiés, du Protocole de 1967 relatif au statut des réfugiés, ou de la Convention de 1984 contre la torture, dépend de l'interprétation de l'article 33 de la Convention de 1951,. C'est l'une des zones grises du droit qui fait l'objet des débats les plus vifs dans les cercles des signataires. L'opposition entre les interprétations territorialiste et universaliste du texte existait dès les travaux préparatoires de rédaction de la Convention, et occupe encore les juristes plus d'un demi-siècle plus tard. Bien que le principe de non-refoulement soit un aspect non négociable du droit international, les États ont interprété l'article 33 de la Convention de 1951 de diverses manières, et ils ont modifié leurs procédures de traitement des demandes d'asile en conséquence.
Dans son interprétation « stricte », ou « restrictive », l'article 33 ne s'applique qu'à l'intérieur du territoire, aux personnes exilées qui ont physiquement pénétré dans les frontières d'un État, et l'interdiction du « refoulement » n'autorise pas l'étranger à franchir la frontière pour demander l'asile. Les États qui utilisent cette interprétation adoptent souvent des politiques et des procédures destinées à empêcher les demandeurs d'asile d'atteindre leurs frontières. Avec une lecture étroite, cela signifie que seuls certains exilés ont légalement droit à la protection du non-refoulement. Si le pays qui accueille un demandeur d'asile ne considère pas que sa « vie ou sa liberté serait menacée » par le refoulement, cette interprétation considère qu'il peut être légitimement renvoyé dans son pays d'origine. Une interpretation plus inclusive du texte est qu'il s'applique au moins aux situations qui se produisent à la frontière: pourquoi en effet l'étranger qui réussit à entrer sans autorisation sur le territoire bénéficierait-il d'une plus grande protection que celui qui se présente aux autorités à la frontière? Et quel serait le sens d'une interprétation restrictive du texte si l'étranger ne peut pas demander l'asile depuis son pays d'origine? Cette situation paradoxale à laquelle l'étranger ne peut pas échapper en raison de règles contradictoires est quelquefois évoquée avec la métaphore du catch-22 (en),.
Pendant la préparation de la Convention de Genève, en 1950, l'interdiction de la non-admission est soutenue notamment par les États-Unis, Israël et la France, dont le représentant défend alors l'idée que « toute possibilité, même dans des circonstances exceptionnelles, de renvoyer un véritable réfugié dans son pays d'origine serait non seulement inhumaine, mais contraire à l'objectif même de la Convention »,. L'expression « non-admission » disparait de la version finale du texte, mais les représentants s'accordent sur l'idée que le terme français « refoulement » couvre la situation de non-admission à la frontière,, et soulignent que l'importance de l'article 33 exige qu’il ait un champ d'application large.
La conférence de plénipotentiaires, l'année suivante, prend un tour différent, en affirmant le rejet de l'applicabilité extraterritoriale et frontalière. Le représentant suisse insiste en effet alors sur l'idée que les États ne peuvent pas être contraints de permettre à de grands groupes de personnes demandant le statut de réfugié de franchir leurs frontières ; l'idée que l'article 33 n'implique aucune obligation en cas de migrations massives n'est pas explicitement adoptée, mais elle est inscrite dans le compte-rendu,.
Ces échanges préparatoires sont ensuite utilisés pour justifier l'interprétation de l'article 33 selon laquelle l'interdiction du « refoulement » ne concerne en fait pas la non-admission,,,, même si la méthode d'interprétation de la Convention qui consiste à s'appuyer sur les échanges plutôt que sur le texte lui-même semble contraire à la Convention de Vienne sur le droit des traités. De plus, le contexte historique et le préambule de la Convention donnent matière à une interprétation large du champ d'application géographique du texte,, qui a ensuite été renforcée dans le droit mou. Le Haut Commissariat des Nations unies pour les réfugiés, le Conseil de l'Europe, la commission interaméricaine des droits de l'homme ont en effet adopté de nombreuses résolutions sur la question du non-refoulement, et son interprétation dans le cadre de la Convention de Genève, qui englobent les situations à la frontière,. L'article 2 de la Convention relative aux droits de l'enfant de 1989 oblige aussi les États signataires à « respecter les droits énoncés dans la présente Convention et à les garantir à tout enfant relevant de leur juridiction », et  son article 37 interdit indirectement le refoulement d'enfants vers des lieux où ils risquent d'être torturés. L'article 3 de la Convention contre la torture et autres peines ou traitements cruels, inhumains ou dégradants de 1984 interdit le refoulement sans mentionner de critère géographique, ce qui a conduit le Comité contre la torture et certains juristes à en déduire qu'il régit l'action de l'État où qu'elle se produise, y compris donc à la frontière,.
Cependant, en faveur d'une interprétation restrictive de la Convention de Genève, il a été noté qu'elle ne garantit pas un droit à l'asile, ni l'admission sur le territoire ; elle ne permet que le franchissement d'une « barrière administrative » qui déclenche la responsabilité de l'État. Elle n'interdirait donc pas les politiques basées sur le renvoi les étrangers vers des pays tiers sûrs, ni le traitement extraterritorial des demandes d'asile.
L'approche collectiviste implique des systèmes internationaux conçus pour traiter les demandes d'asile dans le pays dans lequel une personne demande initialement l'asile et les redistribuer dans d'autres pays. Cette approche repose sur la logique selon laquelle l'article 33 n'exige pas des États qui accueillent des demandeurs d'asile qu'ils leur permettent de rester en permanence, mais seulement qu'ils ne les renvoient pas dans une région où ils risquent d'être exposés à un danger. Les accords de relocalisation des exilés entre pays doivent garantir que le nouveau pays d'accueil ne les renvoie pas à son tour. Toutefois, le nouveau pays d'accueil ne doit pas nécessairement être partie à la convention de 1951.
Une façon de contourner l'article 33 combine les approches stricte et collectiviste. Les États qui utilisent cette approche établissent des zones non souveraines à l'intérieur de leurs frontières. Les demandeurs d'asile qui s'y présentent sont envoyés vers un autre pays pour que leur demande d'asile soit traitée, à condition qu'ils n'y soient pas en danger.

## Exemples de violations
- Le rapatriement forcé (en) par la Thaïlande de 45 000 réfugiés cambodgiens à Prasat Preah Vihear, le 12 juin 1979, est considéré comme un exemple classique de refoulement[18]. Les réfugiés ont été forcés à franchir la frontière à travers un champ de mines. Ceux qui ont refusé ont été abattus par des soldats thaïlandais. Environ 3 000 réfugiés sont morts[29].
- Les actions de la Tanzanie pendant le génocide rwandais en 1994 ont été accusées d'avoir violé le principe de non-refoulement. Au plus fort de la crise, lorsque le flux de exilés a atteint le niveau d'un « exode massif », le gouvernement tanzanien a fermé ses frontières à un groupe de plus de 50 000 exilés rwandais fuyant la violence génocidaire. En 1996, avant que le Rwanda n'ait atteint un niveau de stabilité approprié, environ 500 000 exilés ont été renvoyés du Zaïre au Rwanda[30].
- Le gouvernement australien a été accusé par le HCR et par de nombreux juristes australiens de violer le principe de non-refoulement en renvoyant 41 exilés tamouls et cinghalais à la marine sri-lankaise en juin ou juillet 2014, dans le cadre de l'opération Sovereign Borders[31]. En 2014, le Parlement australien a adopté le Migration and Maritime Powers Legislation Amendment (Resolving the Asylum Legacy Caseload) Act 2014 (Cth). Cette loi prévoit que « pour les besoins de l'expulsion d'Australie d'un non-citoyen illégal, les obligations de non-refoulement de l'Australie ne sont pas pertinentes[32].
- En 2017, Dina Ali Lasloom a été renvoyée de force en Arabie saoudite avec la coopération du gouvernement philippin[33].
- En 2018, Matteo Salvini (ancien ministre italien de l'Intérieur) aurait violé son obligation de non-refoulement en refusant de secourir 93 migrants fuyant la Libye et en organisant leur renvoi des migrants vers le port de Misurata, où ils ont été battus, torturés et, dans certains cas, tués[34].
- En 2019, la Corée du Sud a renvoyé deux transfuges nord-coréens en Corée du Nord, sous prétexte qu'ils avaient commis un meurtre. Cette décision a été condamnée par les défenseurs des droits de l'homme, car les deux hommes risquaient d'être exécutés à leur retour[35]. La Chine expulse régulièrement les exilés nord-coréens qui restent sur son sol en vertu d'un accord conclu en 1986 avec le gouvernement nord-coréen[36].
- En 2021, la Malaisie a expulsé 1 086 ressortissants birmans, malgré une décision de justice interrompant temporairement le rapatriement, car elle craignait que le groupe ne soit en danger s'il était renvoyé[37].
- En 2021, la Cour suprême de l'Inde, dans l'affaire Mohammad Salimullah v. Union of India (en), autorise l'expulsion d'exilés musulmans rohingyas vers le Myanmar[38].À Varsovie, un rassemblement en solidarité avec les migrants qui ont été repoussés à la frontière entre la Pologne et la Biélorussie. Sur la banderole, on peut lire : « Une frontière sûre est une frontière où personne ne meurt ! ».

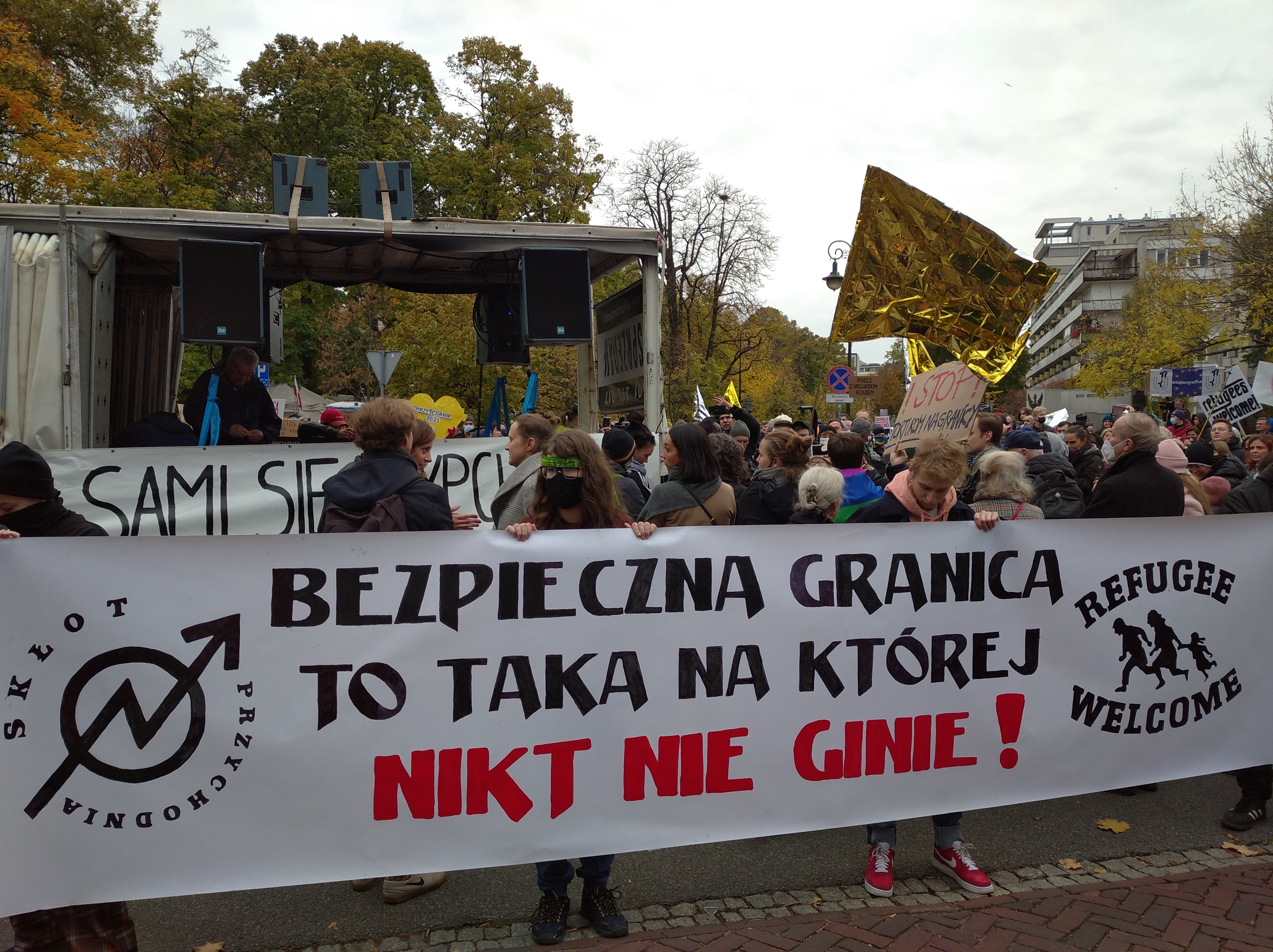
À Varsovie, un rassemblement en solidarité avec les migrants qui ont été repoussés à la frontière entre la Pologne et la Biélorussie. Sur la banderole, on peut lire : « Une frontière sûre est une frontière où personne ne meurt ! ».

- En 2021, en pleine crise frontalière entre la Biélorussie et l'Union européenne, la Pologne a violemment refoulé des migrants à sa frontière avec la Biélorussie[39].
- En 2022, le gouvernement britannique propose son plan d'asile rwandais, qui vise à expulser les migrants qui entrent de façon irrégulière au Royaume-Uni vers le Rwanda. La Cour suprême du Royaume-Uni a statué que le plan était illégal au regard du droit national britannique et des obligations internationales car il violait le principe de non-refoulement[40],[41]. De la même façon que cette décision est ensuite contournée par la loi Safety of Rwanda (en) qui déclare le Rwanda un pays « sûr », la Haute Cour irlandaise (en)  juge en mars 2024 que le Royaume-Uni n'est « pas sûr » au regard de l’asile du fait du risque de refoulement des demandeurs d’asile vers le Rwanda, et la ministre irlandaise de la justice Helen McEntee fait alors passer une législation d’urgence qui déclare le contraire[42],[43].
- En 2023, la Commission européenne annonce un projet pilote visant à « prévenir les arrivées irrégulières (...) dans le plein respect de la législation de l’UE et des droits fondamentaux, en particulier du principe de non-refoulement » en Roumanie et Bulgarie, alors qu'elle a déjà reçu des allégations répétées de refoulements et d’usage excessif de la force par les agents bulgares, qui sont ensuite révélés par des documents internes de l'agence Frontex[44]. L'ancien directeur de cette agence, Fabrice Leggeri, a démissionné à la suite d'une enquête de l’Office européen de lutte antifraude sur des cas présumés de refoulement de migrants de la Grèce vers la Turquie[45].
- En 2024, l'Italie commence à transférer des demandeurs d'asile vers l'Albanie[46], mais cette opération est annulée par la justice italienne qui invoque un arrêt de la Cour de justice de l’Union européenne sur les pays de provenance considérés comme « sûrs » par les pays d’accueil[47].

## Renvoi vers des pays«sûrs»
Les Conventions internationales ne donnent pas aux réfugiés le droit de chercher protection dans un pays donné, et renvoyer une personne exilée vers un pays dans lequel elle est considérée comme étant en sécurité n'est pas constitutif d'une démarche de refoulement. La règlement Dublin II a défini les critères de désignation des pays sûrs : ils doivent adhérer à le Convention sur les réfugiés, respecter le principe de non-refoulement, interdire les expulsions qui violeraient la Convention contre la torture, autoriser les recours pour l'obtention du statut de réfugié et protéger les réfugiés reconnus,. Un arrêt de la Cour de justice de l'Union européenne en 2024 précise que le pays « sûr » doit l'être pour tous et sur tout son territoire,.
Cette stratégie, qui permet de contenir les exilés dans l'un des pays « sûrs » qu'ils ont traversés pour se rendre dans l'UE, est prévue par les Résolutions de Londres (1992), et l'article 3 du réglement de Dublin,. Ces pays de transit cherchent à leur tour à éviter d'accueillir des exilés qui pourraient leur être renvoyés.
Des accords de réadmission, principalement bilatéraux, obligent les gouvernements signataires à accepter le retour des personnes expulsées de leurs pays respectifs. Initialement destinés aux extraditions, ils sont devenus après la Seconde Guerre mondiale, et surtout à partir des années 1990, des outils de contrôle des flux migratoires permettant de renvoyer les exilés vers des pays de transit. Ceux-ci concluent des accords de réadmission avec d'autres pays, pour permettre des déportations[non neutre] en chaine jusqu'aux pays d'origine des réfugiés.
Certains pays le long de cette chaine, peuvent procéder à des expulsions en dehors de toute procédure officielle et sans possibilité de recours: c'est le cas par exemple de la Mauritanie, en ce qui concerne les exilés qu'elle réadmet depuis l'Espagne,. Les expulsions en chaine ont aussi lieu entre pays démocratiques : en 2002, dix-neuf demandeurs d'asile guatémaltèques arrivés à Londres après des escales aux États-Unis et en Espagne ont été renvoyés selon le chemin inverse sans qu'aucune des autorités n'évalue leurs revendications,.
En 2000, la majorité des accords d'admission dans le monde avaient été signés par des pays européens, la France arrivant en tête avec quarante-quatre accords. En principe, ces accords sont réciproques, en pratique, il est clair qu'ils servent essentiellement les intérêts de l'UE, qui les négocie dans le cadre d'accords de coopération plus larges. Ceux-ci peuvent inclure des éléments financiers ou un assouplissement des modalités d'octroi des visas. Des éléments de négociation que le Commissaire européen Franco Frattini qualifie de « carottes » devant le Sénat français,: la France par exemple réduit son aide au développement du Mali en 2008 en réaction au manque de coopération de ce pays en matière de migration. Le Maroc a finalement accepté les incitations financières de l'EU et de collaborer avec Frontex après avoir obtenu l'assouplissement du régime des visas pour ses ressortissants qui voyagent pour étudier, faire de la recherche ou faire des affaires.
Cependant, le HCR rejette la pratique consistant à désigner des pays d'origine spécifiques comme sûrs, car une telle désignation générale sape le principe selon lequel les demandes d'asile doivent être évaluées au cas par cas.

## Conséquences sur l'externalisation de l'asile
Les États qui rejettent les demandeurs d'asile à leurs frontières ou dans les eaux internationales ne le font généralement pas en affirmant que l'article 33 le leur permet, mais en pratique, les exemples d'États contournant l'obligation de non-refoulement ou refusant son application en dehors du territoire sont fréquents, et les préoccupations en matière d'asile et d'immigration conduisent les États à revenir à des interprétations restrictives et à des principes de souveraineté nationale dans les cas où la portée exacte des obligations est considérée comme incertaine.
Les pratiques étatiques d'externalisation développées à partir des années 1930 se sont intensifiées à la fin du XXe siècle, à un moment où les demandeurs d'asile sont présentés comme une menace pour la sécurité (l'opinion publique est encouragée, notamment par le traitement médiatique des attentats, à identifier les demandeurs d'asile à des terroristes), quand la fin de la guerre froide invalide certains motifs politiques de demande d'asile, et dans une réaction raciste à l'élargissement par le Protocole de 1967 de la définition du réfugié pour inclure les non-Européens.
Mais concernant l'origine de ces stratégies, David Scott FitzGerald (en) note que tout système d'asile territorialisé crée une incitation inhérente à maintenir les demandeurs d'asile indésirables à l'écart du territoire. Des juristes expliquent que le désir d'échapper à la migration et à la responsabilité juridique a « conduit à un ensemble de pratiques de plus en plus sophistiquées dont le but est d'éviter, d'externaliser et d'éloigner la responsabilité »,. Maintenir les migrants à distance est une stratégie de relations publiques visant à les rendre invisibles afin que leur sort puisse être ignoré, et permet aux États de tenter d'échapper aux obligations juridiquement contraignantes en matière de droits de l'homme. Les politiques d'externalisation sont donc souvent « conçues pour éviter tout lien juridictionnel direct avec l'État sur l'ordre duquel les contrôles sont effectués ».